# Maxera atripunctata
Maxera atripunctata är en fjärilsart som beskrevs av George Francis Hampson 1910. Maxera atripunctata ingår i släktet Maxera och familjen nattflyn. Inga underarter finns listade i Catalogue of Life.